# Eixen
Eixen – gmina w Niemczech, wchodząca w skład urzędu Recknitz-Trebeltal w powiecie Vorpommern-Rügen, w kraju związkowym Meklemburgia-Pomorze Przednie.

## Miejscowości
- Bisdorf
- Ravenhorst (Alt- i Neu-Ravenhorst)
- Spiekersdorf
- Leplow
- Forkenbeck
- Kavelsdorf
- Stormsdorf
- Wohsen\

## Zabytki

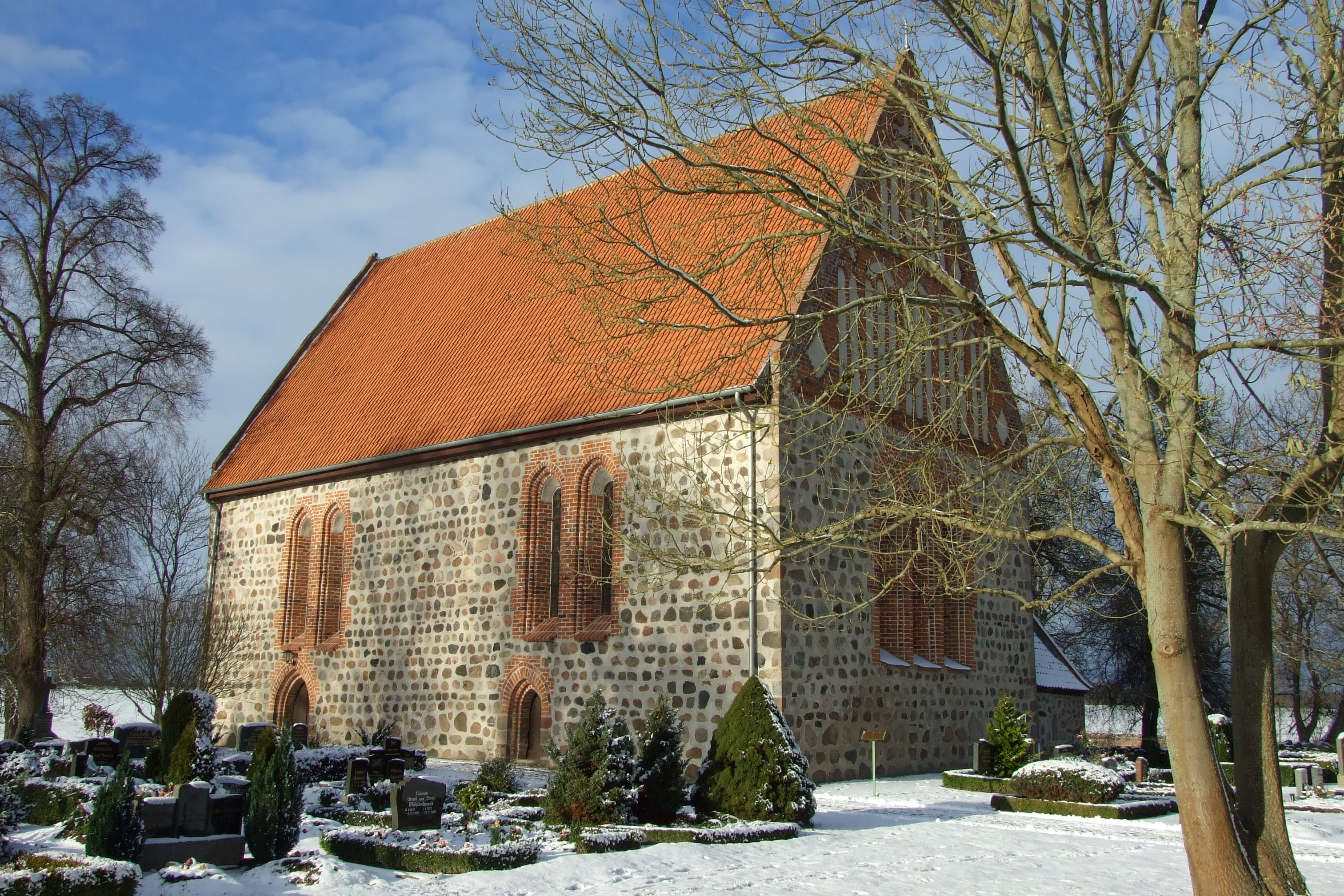
Wiejski kościół w Eixen

- Gotycki kościół wiejski w Exen
- Kościół św. Katarzyny w Leplow